# Boarmia castigataria
Boarmia castigataria là một loài bướm đêm trong họ Geometridae.